# Medailleur

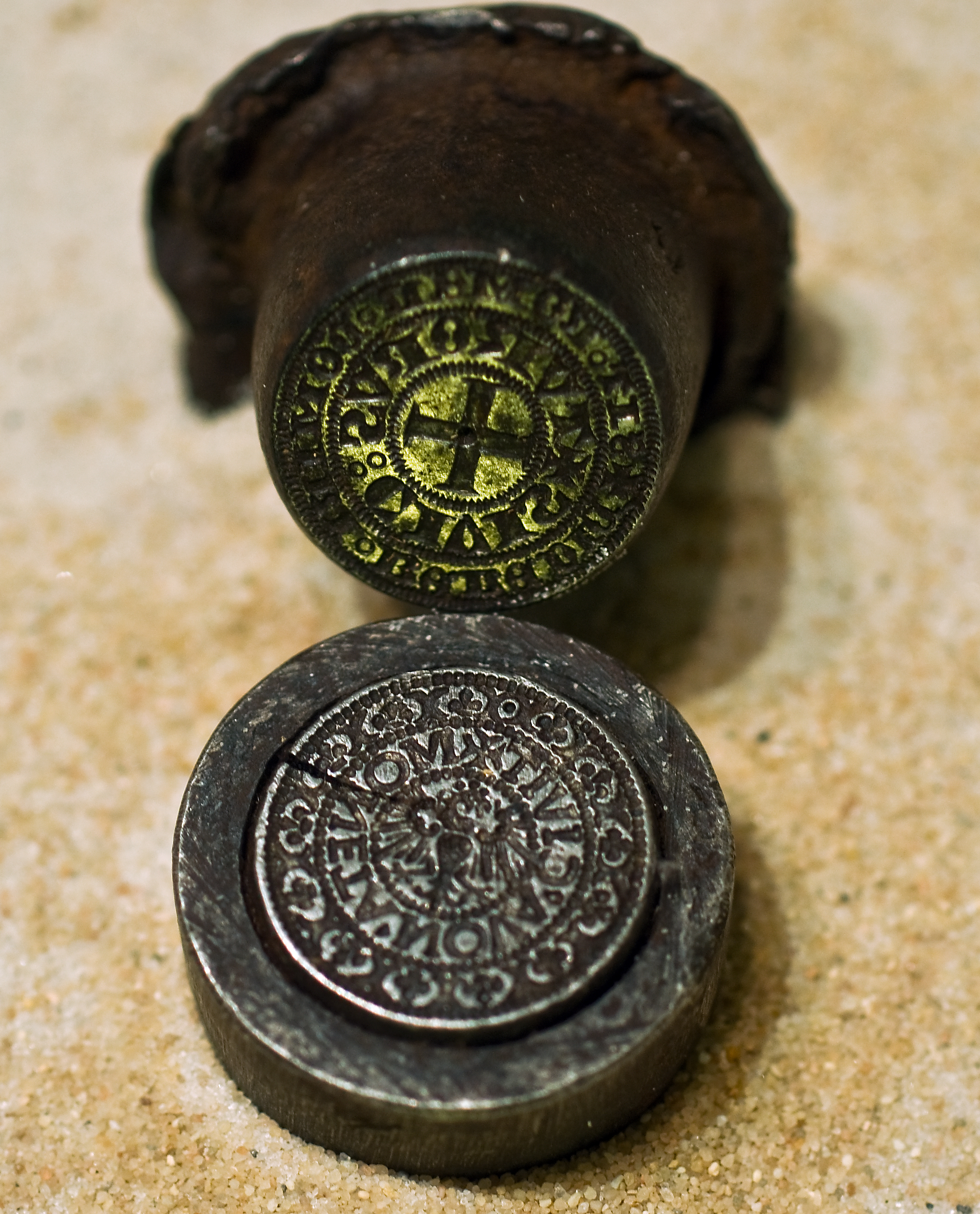
Stempel für eine mittelalterliche Münze, den Gros tournois, das Werk des „Eisengräbers“ (Münzgraveur)

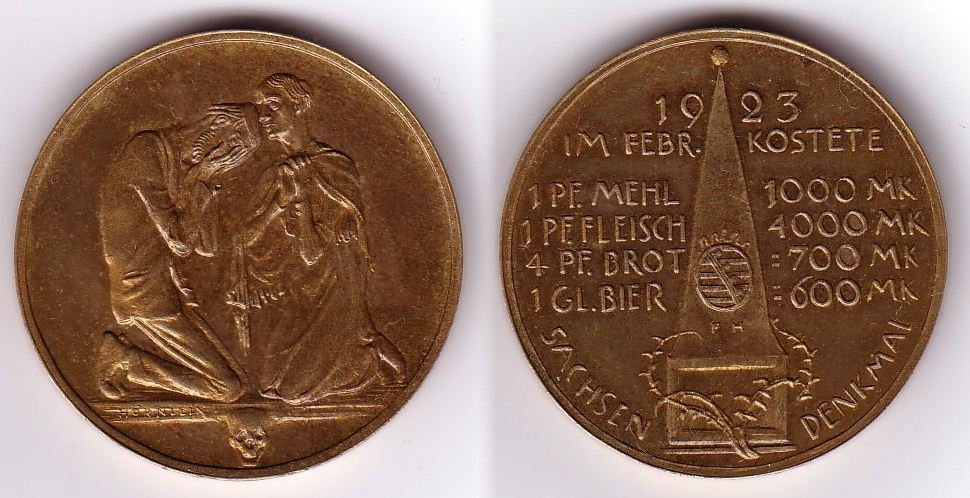
Medaille von Hörnlein zur Inflation 1923, geprägt in der Münzstätte Muldenhütten. Der Medailleur schnitt die meisten Medaillenentwürfe direkt in die Stahlstempel.

Der Medailleur, auch Münzgraveur, Münzstempelschneider, Stempelschneider, Eisengräber und Eisenschneider, ist ein Künstler, der Medaillen, Plaketten oder Münzen entwirft und oft selbst ausführt. Die Ausführung erfolgt als Stempel für eine Prägung oder als Guss.

## Erläuterung
Das Münzbild wurde ursprünglich vom Münzgraveur direkt, das heißt vertieft und spiegelbildlich, in das Münzeisen (Münzstempel) mit dem Stichel „einwärts gegraben“. Daraus leitet sich die früheren Bezeichnungen des Stempelschneiders als Eisengräber und Eisenschneider ab. Der Medailleur, der für eine Münze im Staatsdienst arbeitete, wurde zum Beispiel im Kurfürstentum Sachsen als „Churfürstlich Sächsischer Münz-Eisenschneider“ bestellt.
Meistens war es den Münzgraveuren erlaubt, zur Aufbesserung ihrer Einkommen neben den offiziellen Aufträgen des Staates, der Bereitstellung von Münz- und Medaillenstempeln, Medaillen im Privatauftrag zu fertigen.
Der Entwicklungsweg zum Münzgraveur (Münzmedailleur) war zunächst die Ausbildung zum Graveur. Nach dem Erlernen des handwerklichen Rüstzeugs war eine künstlerische Ausbildung im Modellieren und Porträtzeichnen erforderlich. Meistens erfolgte der Besuch einer Kunsthochschule. Vor der Einführung des Medailleurs als Staatsdiener und Münzgraveur einer Münzstätte war bis zur staatlichen Anstellung eine Bewährungszeit als Hilfsgraveur erforderlich.
Für die Anfertigung der Münzstempel kommen zunehmend moderne Fertigungsverfahren zur Anwendung. Nach der vom Künstler erstellten Zeichnung wird ein vergrößertes Gipsmodell angefertigt, das mit Computertechnik abgetastet und in einer Gravier-Fräsmaschine auf die vorgegebene Größe übertragen wird. Die so erzeugte Urmatrize wird noch von Graveuren nachbearbeitet. Von der Urmatrize wird durch Absenkung die Arbeitspatrize erzeugt, mit der die Münzstempel ihr Negativbild wieder durch die Presskraft einer Presse erhalten. Dennoch schnitten noch im 20. Jahrhundert hervorragende Medailleure Medaillenentwürfe direkt, mit dem Stichel vertieft und spiegelbildlich, in den Stahlstempel und verzichteten auf die vorhandene Reduziermaschine.

## Signatur

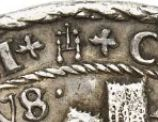
Signatur des Hustalers um 1537 von H. Magdeburger, eine der ersten vom Künstler signierten deutschen Medaillen

Üblich werden die Signaturen der Medailleure erst in der Renaissance und vorerst nur auf den Medaillen. Eine der ersten vom Künstler signierten Medaille ist zum Beispiel der Hustaler, der um 1537 zum Gedenken an den Tod des böhmischen Reformators Jan Hus geprägt wurde. Am häufigsten sind Medaillen des 18. und 19. Jahrhunderts signiert. Bei Münzen sind Signaturen der Medailleure in jener Zeit noch selten. Das ändert sich bei den Münzen etwa ab Mitte des 20. Jahrhunderts hauptsächlich mit der Emission der Sonderprägungen, die oft die Signatur des Künstlers tragen.
Die Münz- und Medaillensignatur kennzeichnet auf Münzen und Medaillen das Werk des Medailleurs namentlich als Urheber. Sie ist oft an einer versteckten Stelle der Münze oder Medaille zu finden und darf nicht mit dem Münzmeisterzeichen verwechselt werden. Eine bekannte Signatur des Medailleurs kann für die Bestimmung einer undatierten Münze oder Medaille von Bedeutung sein. Ein Beispiel dafür ist die Signatur auf dem Gluckhennentaler, mit der die zeitlich Einordnung und damit auch der Prägeanlass nachweisbar wurde.